# Original (Person)

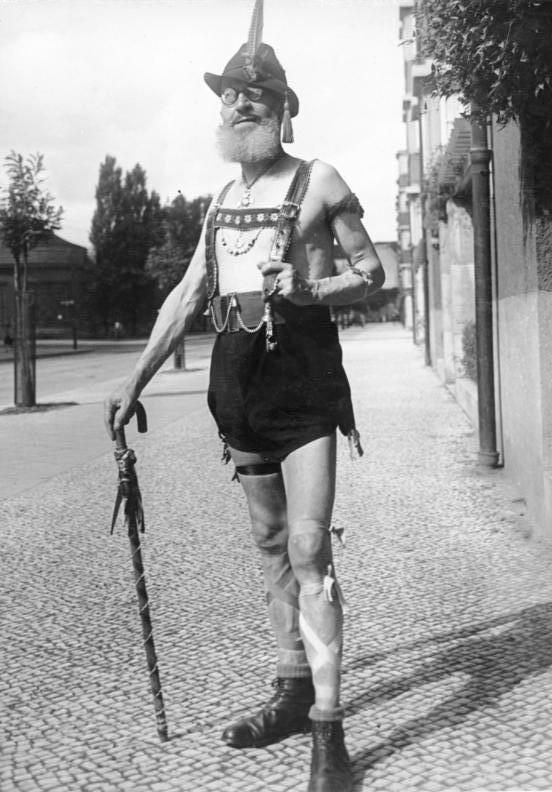
Das Berliner Original Heinrich Hoffmann Anfang der 1930er Jahre

Ein Original ist eine Person, die durch unverwechselbares, zum Teil auch exzentrisches Auftreten, Verhalten oder andere Eigenschaften bekannt geworden ist. Dabei spielen die Faktoren, die ein Abweichen von der Allgemeinheit, ein Überraschungsmoment, etwas Seltsames und Wunderliches manifestieren, eine Rolle.

## Begriff
Das Brockhaus-Bilder-Conversations-Lexikon beschrieb 1839 den Begriff Original unter anderem:

„Auch Menschen werden Originale genannt, wenn sie sich durch Originalität ihrer Denkungsart oder ihres Benehmens auf eigenthümliche und auffallende Weise vom Gewöhnlichen entfernen; dies kann jedoch ebenso gut durch Seltsamkeit und Thorheit, wie durch edle und vortreffliche Eigenschaften geschehen.“

Adelungs Grammatisch-kritisches Wörterbuch der Hochdeutschen Mundart definierte 1798 den Begriff Original wie folgt:

„Figürlich nennt man auch ein außerordentliches Genie, eine Person, welche in ihrer Art Selbsterfinder ist, ein Original; da denn auch wohl in weiterer Bedeutung ein seltsamer Kopf, ein Sonderling, den Nahmen eines Originales, nehmlich der Thorheit, des Seltsamen, bekommt.“

Die lokale Bekanntheit früherer Originale ist ortsgeschichtlich stark an den Informationsaustausch der Zeit geknüpft. Hinter vielen Protagonisten standen meist wahre Ereignisse und Biografien, jedoch sind sie durch mündliche Überlieferung in Form von Sagen oft verfälscht worden. Über einige Originale gab es Anekdoten, in denen sich neben den realen oder angedichteten Eigenschaften und Erlebnissen der Person auch Züge widerspiegeln, die als typisch für ihre Heimat angesehen werden konnten. Einige Schicksale lokaler Personen wurden zudem in Gedichten, Geschichten und Theaterstücken thematisiert. Dabei werden mitunter die tragischen Züge wie Armut, Alkoholismus oder sonstige Krankheiten ausgeblendet und die Lebensgeschichte eher verklärend wiedergegeben.
Erst die Verfügbarkeit von Medien, insbesondere der Lokalpresse, ermöglichte eine größere Bekanntheit auch zeitgenössischer Personen und Ereignisse. Eine lokale Persönlichkeit konnte so bei entsprechender Popularität auch zur überregional bekannten Identifikations- und Symbolfigur und damit zum Bestandteil des Lokalkolorits ihrer Heimatstadt werden, wie etwa der Hamburger Hans Hummel. Ihnen zu Ehren wurden daher zum Teil auch Denkmäler errichtet oder ihre Grabstätten von der öffentlichen Hand gepflegt.

## Auswahl lokaler Originale

### Nach Städten
- Berliner Originale
- Bonner Originale
- Bremer Originale
- Breslauer Originale
- Dürener Originale
- Kölsche Originale
- Leipziger Originale
- Ludwigshafener Originale
- Magdeburger Originale
- Wiener Originale
- Wuppertaler Originale

### Einzelpersonen

#### Deutschland
- Aalweber (≈1780–1855), Hamburg
- Aale-Aale (1892–1970), Hamburg
- Bambus-Klaus (1956–2012), Sylt
- Blumepeter (1875–1940), Mannheim

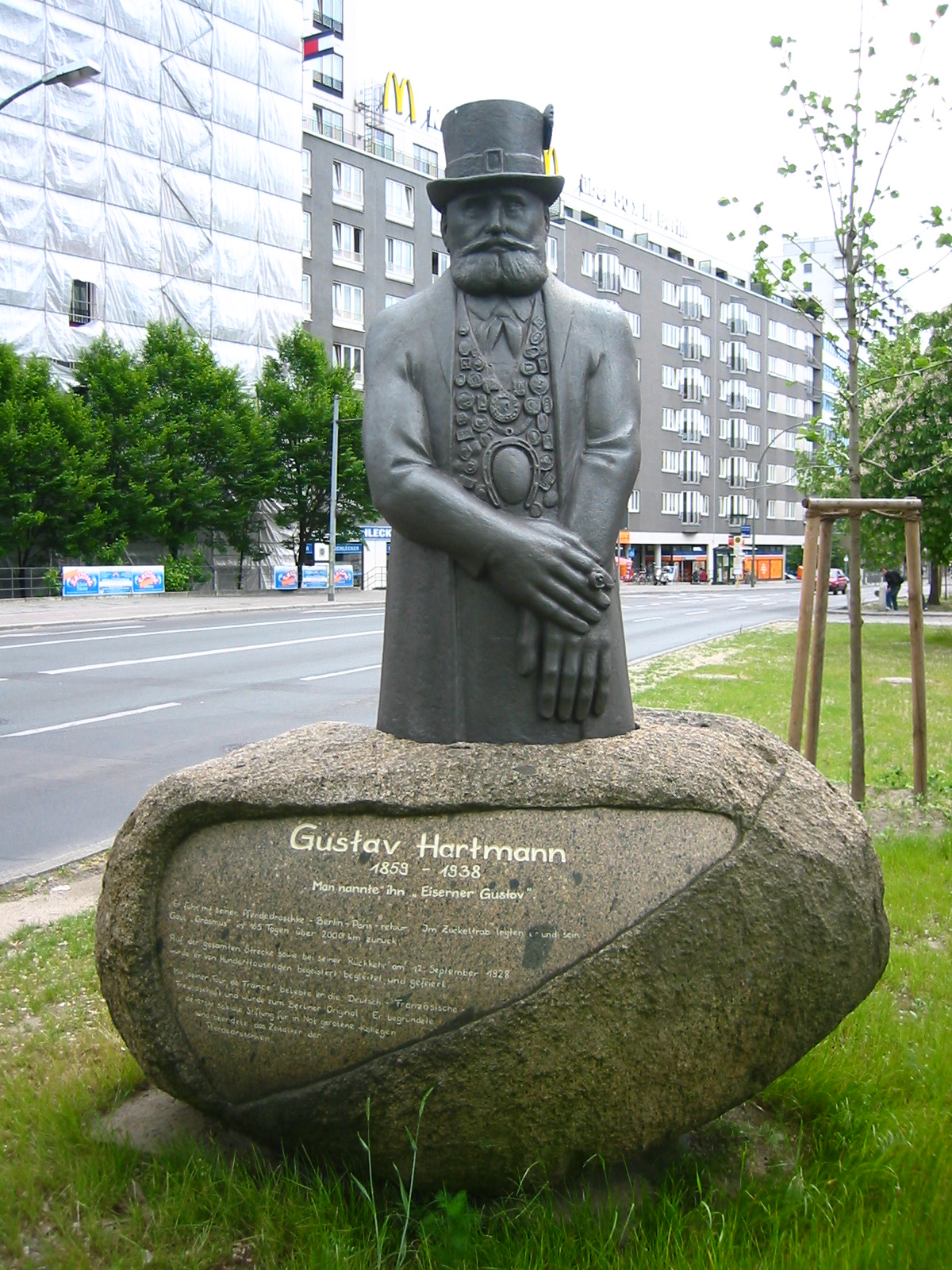
Denkmal für den Eisernen Gustav in Berlin-Tiergarten

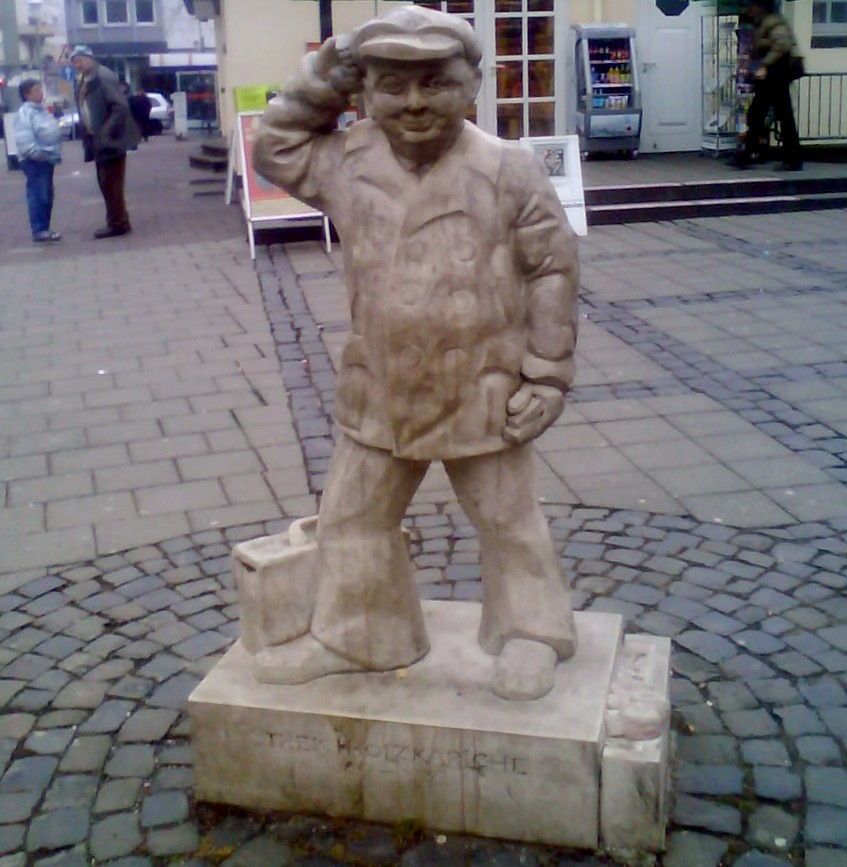
Denkmal für das Streichholzkarlchen in Offenbach am Main

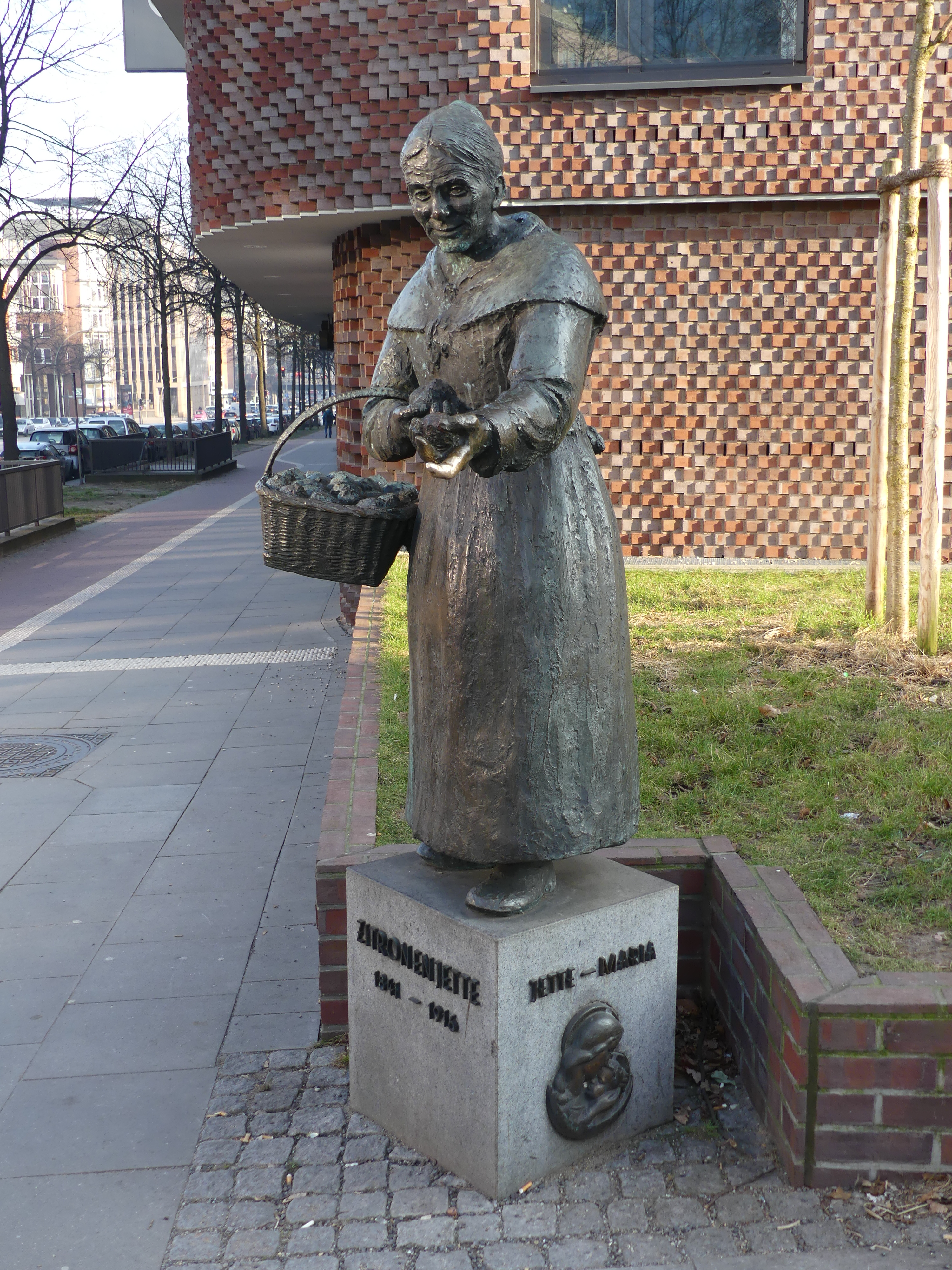
Denkmal für die Zitronenjette in Hamburg

- Mickey Bohnacker (1928–2017), Frankfurt am Main
- Fritze Bollmann (1852–1901), Brandenburg an der Havel
- Radames Eger (* 1984), Frankfurt am Main
- Eiserner Gustav (1859–1938), Berlin
- Justus Josef Erhorn (1935–2006), Dachau
- Fisch-Luzie (1850–1921), Bremen
- Fischers Maathes (1822–1879), Trier
- Flöten-Ewald (1929–1992), Lippstadt
- Fraa Rauscher (19. Jh.), Frankfurt am Main
- Hans Hummel (1787–1854), Hamburg
- Harfen-Agnes (1866–1939), Braunschweig
- Harfenjule (1829–1911), Berlin
- Deutscher Hermann (1852–1927), Braunschweig
- Harry von de Gass (1942–2005), Idstein
- Tobias von Hebborn (1778–1849), Bergisch Gladbach
- Jakob Ihrig, „Der Raubacher Jockel“ (1866–1941), Raubach (heute Oberzent), Odenwald/Südhessen
- Pastor Jääsch (1805–1867), Düsseldorf
- Muggel (1814–1882), Düsseldorf
- Pitter Muggel (1872–1943), Düsseldorf
- Hein Mück (1895–1967), Bremerhaven
- Heini Holtenbeen (1835–1909), Bremen
- Helmut Leiendecker (* 1952), Trier
- Hemshof-Friedel (1914–1979), Ludwigshafen
- Hermann Götting (1939–2004), Köln
- Hexe Köbes (1865–1944), Bergisch Gladbach
- Otto Rudolf Haas „Onkel Otto“ (1878–1956), Sinn, Hessen
- Hobusch (1819–1866), Dessau
- Humsera, Bamberg
- Kalmus oder Schla-Mende (1886–1975), Freiberg
- Lennet Kann (1844–1916), Aachen
- Krättenweber (1858–1920), Ulm
- Krücke (1889–1964), Berlin
- Maabär (1867–1935), Offenbach am Main
- Madame Du Titre (1748–1827), Berlin
- Molly Luft (1944–2010), Berlin
- Mudder Cordes (1815–1905), Bremen
- Mudder Ömchen (1908–1995), Flensburg
- Mutter Gräbert (1803–1870), Berlin
- Mutter Lustig (1808–1888), Berlin
- Onkel Pelle (1869–1937), Berlin
- Oskar vom Pferdemarkt (1902–1969), Hamburg
- Pinsl (1927–2009), Erlangen
- Rechen-August (1882–1928), Braunschweig
- Waldemar Reichhard (1915–1988), Wiesbaden
- Meta Rogall (1935–1994), Norden
- Hilde Rosenberg (1928–2019), Hamburg
- Schlackaffe († 1904), Magdeburg
- Seckbächer Schaache (1888–1959), Frankfurt
- Dieter „Didi“ Schweiger (* 26. November 1958), München
- Seiferts Oscar (1861–1932), Leipzig
- Sense-Eduard (1877–1941), Neunkirchen (Saar)
- Streichholzkarlchen (1880–1939), Offenbach am Main
- Strohhut-Emil (1875–1965), Berlin
- Michael Tryanowski (1919–2018), Rostock
- Vogeljette (1844–1920), Hamburg
- Hans-Jürgen Westphal (* 1951), Dresden
- Zither-Reinhold (1878–1964), Halle (Saale)
- Zitronenjette (1841–1916), Hamburg

#### Österreich
- Marx Augustin („Der Liebe Augustin“; 1643–1685), Wien
- Hugo Sperber (1885–1938), Wien
- Waluliso (1914–1996), Wien
- Wilde Wanda (1947–2004), Wien

#### Schweiz
- Dällebach Kari (1877–1931), Bern
- Max Daetwyler (1886–1976), Zürich
- Emil Manser (1951–2004), Luzern
- Hans Krüsi (1920–1995), Zürich
- Madame de Meuron (1882–1980), Bern
- -minu (* 1947), Basel

#### Weltweit
- Sakallı Celâl (1886–1962), Istanbul
- Augusto Macedo (1902–1997), Lissabon
- Joshua Norton (1811–1880), San Francisco
- Schöner Naci (1897–1967), Bratislava